# 泛亞太平洋航空服務公司
泛亞太平洋航空服務公司（英語：Pan Asia Pacific Aviation Services Limited），是三間在香港提供飛機維修服務及停機坪服務的機場地勤公司之一。

## 歷史
該公司由新航工程、馬來西亞航空、嘉魯達印尼航空、汶萊皇家航空及香港航空合資成立，在1996年獲香港機場管理局批出飛機維修服務專營權合約，並在1998年正式開始營運，成為香港三間獲得維修飛機專營權的公司之一，另外兩間為港機工程及中國飛機服務。

## 服務
該公司為客戶提供航線維護、停機坪工程、機艙清潔及整理，以及其他服務。但與另外兩間獲得香港維修飛機專營權的公司不同，該公司只提供外勤維修服務，而不設基地維修服務。

## 事件

### 飛機拖車車胎飛脫
2019年2月5日，一輛隸屬於泛亞太平洋航空服務公司的飛機拖車在拖行香港航空HX628客機期間，拖車右邊其中一個車胎與組件接連噴出，事件並無造成傷亡。

### 工程車起火
2019年6月5日，一輛泛亞太平洋航空服務公司轄下的工程車在晚間突然起火，事件無人傷亡，但火勢險些波及鄰近的香港航空客機。